# Alain Sussfeld
Pour les articles homonymes, voir Sussfeld.
Alain Sussfeld, né le 29 novembre 1946 à  Paris, est le directeur général du groupe Union générale cinématographique (UGC). 
Il est également administrateur de la société de production de films Les Films du 24.

## Biographie
Son père fut pendant vingt ans directeur de la production à la Gaumont. Il est le frère du réalisateur Jean-Claude Sussfeld (né en 1948).
- Diplômé de l’Institut d’études politiques de Paris.
- Licencié en droit et en sciences économiques.
- Attaché à la direction de l'UGC 1972-1974
- Secrétaire général de l'UGC 1974-1981
- Directeur général de l'UGC depuis 1981
- Président de la Société des producteurs de cinéma et de télévision (PROCIREP) et de l’Association nationale de gestion des œuvres audiovisuelles (ANGOA)
- Administrateur de Cofiloisirs et de Sofica UGC1.

## Décorations
- Commandeur de l'ordre des Arts et des Lettres Il est promu au grade de commandeur par l’arrêté du 25 septembre 2017[4].
- Officier de la Légion d'honneur Il est promu officier par décret du 18 avril 2014[5]. Il était chevalier de l'ordre depuis le  17 octobre 1997.